# Harz (Landkreis Osterode am Harz)
Harz (Landkreis Osterode am Harz) er et kommunefrit område i Landkreis Osterode am Harz i den tyske delstat Niedersachsen.

## Geografi
Området har et areal på 267,35 km² og er det næststørste kommunefrie område i Tyskland og helt ubeboet.
Området strækker sig over store dele af af Landkreis Osterode am Harz og støder mod nordøst til Landkreis Goslar.

## Administration
Administrationen af de kommunefrie områder i landkreisene Osterode am Harz og Goslar, som består af 98 % skov, varetages af det Niedersachsiske Skovdistrikt Clausthal